# Aurélie Chaboudez
Aurélie Chaboudez (ur. 9 maja 1993) – francuska lekkoatletka.
W 2010 zajęła trzecią lokatę w biegu na 400 metrów przez płotki podczas eliminacji kontynentalnych do igrzysk olimpijskich młodzieży, a następnie w Singapurze została mistrzynią olimpijską. Na mistrzostwach Europy juniorów w Tallinnie (2011) zajęła drugie miejsce w biegu przez płotki za Rosjanką Wierą Rudakową. W 2012 została w Barcelonie wicemistrzynią świata juniorek. Brązowa medalistka młodzieżowych mistrzostw Europy (2015).
Okazjonalnie startuje w wielobojach. W 2011 zdobyła brązowy medal mistrzostw Francji seniorów w siedmioboju oraz reprezentowała Francję w zawodach pucharu Europy w tej konkurencji.
Reprezentantka kraju w drużynowych mistrzostwach Europy.
Rekordy życiowe: bieg na 400 metrów przez płotki – 55,51 (6 czerwca 2015, Marsylia); siedmiobój – 5660 pkt. (29 lipca 2011, Albi).

## Osiągnięcia
| Rok  | Impreza                                               | Miejsce    | Konkurencja                | Pozycja     | Wynik     |
| ---- | ----------------------------------------------------- | ---------- | -------------------------- | ----------- | --------- |
| 2010 | Kwalifikacje Europy do igrzysk olimpijskich młodzieży | Moskwa     | bieg na 400 m przez płotki | 3. miejsce  | 60,69     |
| 2010 | Igrzyska olimpijskie młodzieży                        | Singapur   | bieg na 400 m przez płotki | 1. miejsce  | 58,41     |
| 2011 | Superliga pucharu Europy w wielobojach                | Toruń      | siedmiobój                 | 17. miejsce | 5482 pkt. |
| 2011 | Mistrzostwa Europy juniorów                           | Tallinn    | bieg na 400 m przez płotki | 2. miejsce  | 57,35     |
| 2012 | Mistrzostwa świata juniorów                           | Barcelona  | bieg na 400 m przez płotki | 2. miejsce  | 57,14     |
| 2013 | Młodzieżowe mistrzostwa Europy                        | Tampere    | bieg na 400 m przez płotki | 4. miejsce  | 57,13     |
| 2015 | Superliga drużynowych mistrzostw Europy               | Czeboksary | bieg na 400 m przez płotki | 8. miejsce  | 56,76     |
| 2015 | Młodzieżowe mistrzostwa Europy                        | Tallinn    | bieg na 400 m przez płotki | 3. miejsce  | 56,04     |
| 2015 | Mistrzostwa świata                                    | Pekin      | bieg na 400 m przez płotki | półfinał    | 56,13     |
| 2016 | Mistrzostwa Europy                                    | Amsterdam  | bieg na 400 m przez płotki | półfinał    | 57,50     |
| 2018 | Igrzyska śródziemnomorskie                            | Tarragona  | bieg na 400 m przez płotki | 3. miejsce  | 56,77     |
| 2018 | Mistrzostwa Europy                                    | Berlin     | bieg na 400 m przez płotki | półfinał    | 56,19     |
| 2019 | Superliga drużynowych mistrzostw Europy               | Bydgoszcz  | bieg na 400 m przez płotki | 7. miejsce  | 57,98     |
| 2021 | Superliga drużynowych mistrzostw Europy               | Chorzów    | bieg na 400 m przez płotki | 7. miejsce  | 58,18     |